# دانیل راویه
دانیل راویه (فرانسوی: Daniel Ravier‎؛ زادهٔ ۱۷ مارس ۱۹۴۸) بازیکن سابق فوتبال اهل فرانسه است.
از باشگاه‌هایی که در آن بازی کرده‌است می‌توان به باشگاه فوتبال المپیک لیون، باشگاه فوتبال استاد رنس، و باشگاه فوتبال المپیک لیون اشاره کرد.
وی همچنین در تیم ملی فوتبال فرانسه بازی کرده‌است.